# Красная горка (мемориальный комплекс)
Мемориа́льный ко́мплекс «Кра́сная го́рка» — мемориальный ансамбль в городе Евпатория, сооружённый на месте братского захоронения жертв Великой Отечественной войны у пересечения проспекта Победы и улицы 9-го Мая, в 7 микрорайоне.
Включает в себя братскую могилу жертв фашистского террора 1941—1944 гг., памятник морякам-десантникам, памятник «Скорбящая мать» с Вечным огнём, городской парк с площадью для проведения памятных мероприятий, объекты жизнеобеспечения комплекса.

## История создания
В процессе постоянных боевых действий, проходивших на территории города с ноября 1941-го по весну 1944-го, конкретно на этом месте фашистами были безжалостно расстреляны более 6000 мирных евпаторийцев, среди которых были женщины и дети. После расправы их тела сбрасывали в большой противотанковый ров, протяжённость которого составляла один километр.
Из воспоминания очевидцев: «На детей, которым было меньше 3-х лет, не тратили пули, к ним подходил „палач“ в чёрном халате, брал ребёнка за ручку, поднимал на уровень своих плеч, смазывал каким-то сильнодействующим ядом им под носом и на губах. Ребёнка мгновенно сводили судороги, и его бросали в ров уже мёртвым». Всего в Евпатории за те годы было расстреляно более 12000 мирных жителей.
Все началось 31 октября 1941 года. Именно в этот день город Евпатория был оккупирован вражескими войсками. Вплоть до весны 1944 года, когда город был освобождён, здесь проводились ужасные расстрелы и массовые убийства граждан. Первые 700 жертв разного возраста и пола пали от рук фашистов уже в ноябре 1941 года. Сразу же после этих событий, на улицах города прошли чистки, в результате которых погибло ещё примерно 150 человек. Подобные кровавые расправы проходили с чудовищной регулярностью.
Через девять лет после окончания войны на месте расстрелов был установлен монумент — коленопреклонённый солдат-освободитель. Одна рука сжимала автомат, а в другой солдат держал венок, возлагаемый на братскую могилу. Монумент возвышался над землёй более чем на четыре метра. Данная статуя стала творением рук скульптора Галочкина и архитектора Дашевского. Возле памятника была выбита памятная надпись, которая призывала бороться за мир и счастье во всём мире.
В 1985 году мемориал был реконструирован. Здесь была установлена статуя скорбящей матери, которая возлагает на могилу цветок. Надпись возле памятника гласит, что на этом месте было расстреляно около шести тысяч мирных евпаторийцев. Авторами этого памятника стали архитекторы Юзефович и Чубенко, а также скульптор Прудкая.
В 2009 году была проведена очередная реконструкция. Недалеко возле скорбящей матери была расположена памятная плита. Её длина составляет 142 метра. Все дорожки вымощены плиткой с красным оттенком, добавили подсветку. В целом, весь архитектурный ансамбль являет собой некий венок, в центре которого расположена братская могила.

## Объекты комплекса
- Братская могила жертв фашистского террора 1941—1944 гг. Памятник культурного наследия регионального значения.
- Памятник погибшим евпаторийцам. Установлен в 1945 г. в память о евпаторийцах, погибших в годы немецкой оккупации Крыма (скульптор Галочкин, архитектор Дашевский).
- Памятник «Скорбящая мать». Установлен 9 мая 1985 г. после реконструкции мемориала в виде бронзовой скульптуры скорбящей матери (скульптор Прудкая О. А., архитекторы Чубенко Е. В. и Юзефович Т. Х.).
- Памятник морякам-десантникам. Установлен 9 мая 1987 г. на месте захороненных в 1982 г. 8 моряков-десантников, погибших 5 января 1942 года и обнаруженных в ходе земляных работ в сквере им. Караева (скульптор Прудкая О. А., архитектор Махиненко, конструктор Дырда).
- Вечный огонь. Зажжён 15 мая 2009 г. от Вечного огня у обелиска Славы на Сапун-горе в Севастополе.
- Городской парк с площадью. Открыт в 2009 г. для проведения памятных мероприятий, посвящённых Великой Отечественной войне.

## Галерея
- Скульптура скорбящей матери